# Joan d'Aragó (príncep d'Astúries)
Joan d'Aragó (Sevilla, 30 de juny de 1478 - Salamanca, 4 d'octubre de 1497) va ser un infant d'Aragó i de Castella, únic fill mascle dels Reis Catòlics, esdevingut hereu dels seus regnes. Com a tal va ostentar els títols de príncep d'Astúries (1480) i de Girona (1481) fins a la seva mort, sense arribar mai a ocupar el tron.

## Orígens
Va néixer a Sevilla el 30 de juny de 1478. Era el segon fill i el primer i únic mascle dels reis Ferran II d'Aragó i d'Isabel I de Castella. El naixement va ser molt celebrat i el seu bateig va ser solemne, i se li donà el nom de Joan, en record dels seus avis matern i patern, i per la devoció de la reina a Joan Evangelista.

## Príncep d'Astúries i de Girona
Poc després del naixement, el maig de 1480 va ser jurat príncep d'Astúries a la catedral de Toledo, i després va anar fins a Calataiud, on l'abril de 1481 es van reunir les corts aragoneses i van jurar-lo príncep de Girona. El mateix any també va ser jurat per les Corts Catalanes a Barcelona. Va ser el primer en ostentar simultàniament els títols d'hereu a les corones de Castella i Aragó.
Va estar present a la recepció de Cristòfor Colom, a la seva tornada d'Amèrica.

## Matrimoni
Els primers intents de casar el príncep van ser amb Joana la Beltraneja el 1479, que no s'hi va avenir, i el 1483 amb la reina Caterina I de Navarra, que no va reeixir.
Finalment, el 20 de gener de 1495 es van acordar esposalles dobles a Anvers, entre Joan, que llavors tenia disset anys, i Margarida d'Àustria, filla de l'emperador Maximilià I i de Maria de Borgonya, i entre la infanta Joana i Felip d'Àustria, germà de Margarida. Es casà primer per poders a Malines aquell any. Després, el 3 d'abril de 1497 la parella es va casar de presència a la ciutat de Burgos. El matrimoni no va tenir descendència, perquè malgrat que Margarida va quedar-se embarassada pels volts de l'estiu de 1497, va patir un avortament.

## Mort
L'1 d'octubre de 1497 va arribar la notícia que el príncep patia febres i estava a punt de morir. El seu pare el va anar a veure ràpidament abans de la seva mort, succeïda el 4 d'octubre a Salamanca. Al llarg de la seva vida va tenir una complexió feble, tot i que hom ha atribuït la seva mort a l'apassionada vida matrimonial.
El seu cadàver va ser enterrat a la basílica de San Vicente d'Àvila, on es va erigir un monument funerari fet d'alabastre, obra de Domenico Fancelli, per encàrrec de la reina Isabel.
El títol de princesa d'Astúries va retornar llavors a la seva germana gran, Isabel, i a la mort d'aquesta va passar a ser l'hereu el fill d'aquesta, Miquel de la Pau, que va ser també príncep hereu del regne de Portugal. Tanmateix, el nou hereu va morir abans de complir els dos anys i l'hereva va passar a ser Joana, la tercera filla dels Reis Catòlics.